# Sashimi

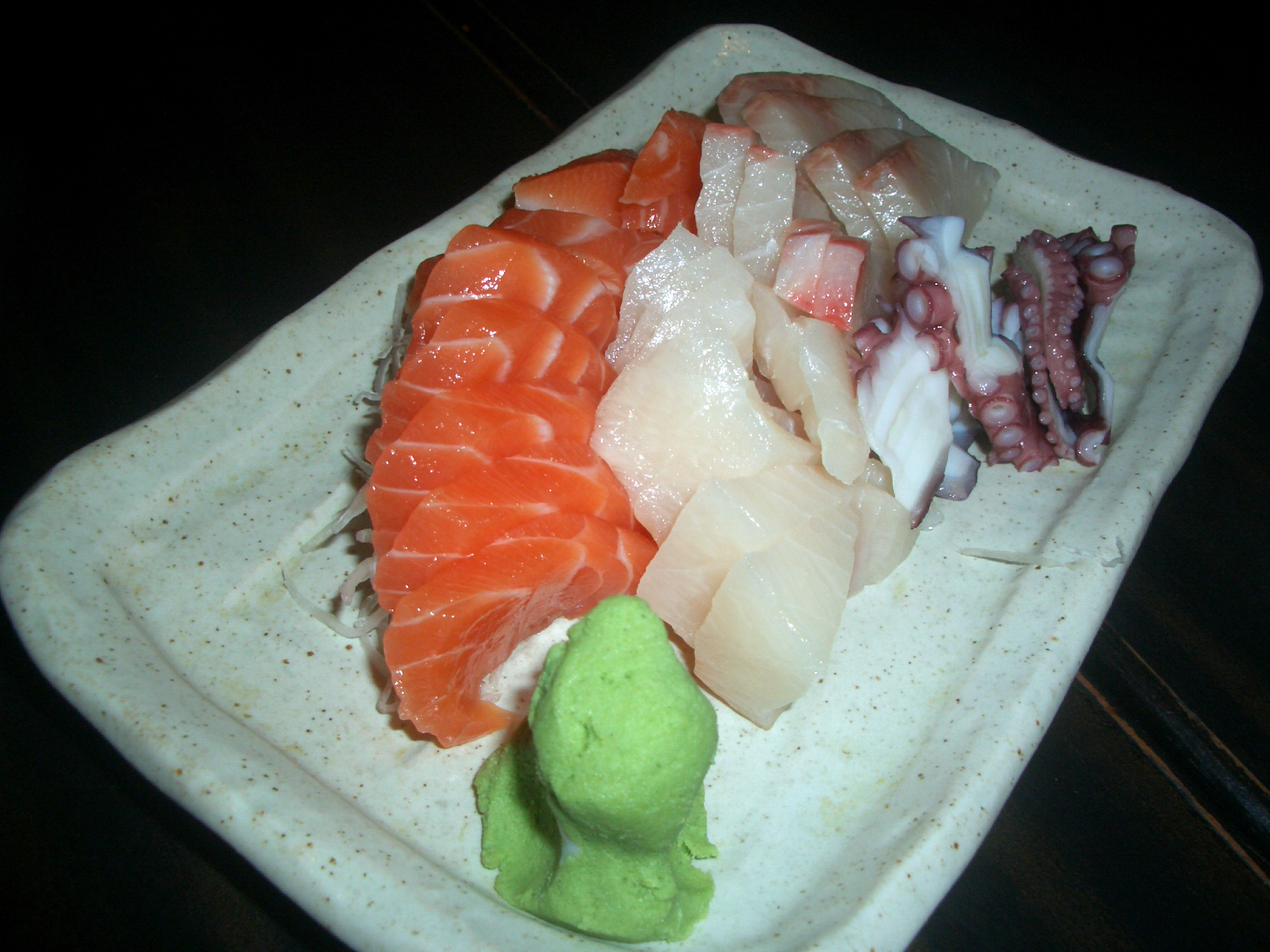
Un plat de sashimi amb wasabi

El sashimi (刺身, que en japonès voldria dir «cossos tallats»), és un plat tradicional de la gastronomia japonesa, amb referències des del segle xv, que consisteix en trossos de peix cru. Fora del Japó, el sashimi es confon sovint amb el sushi, que es prepara a base d'arròs assaonat amb vinagre d'arròs.
El plat pot acompanyar-se amb salsa de soja i wasabi. El Tataki (たたき o 叩き, "apilat") és un tipus de sashimi.

## El sashimi, un art culinari

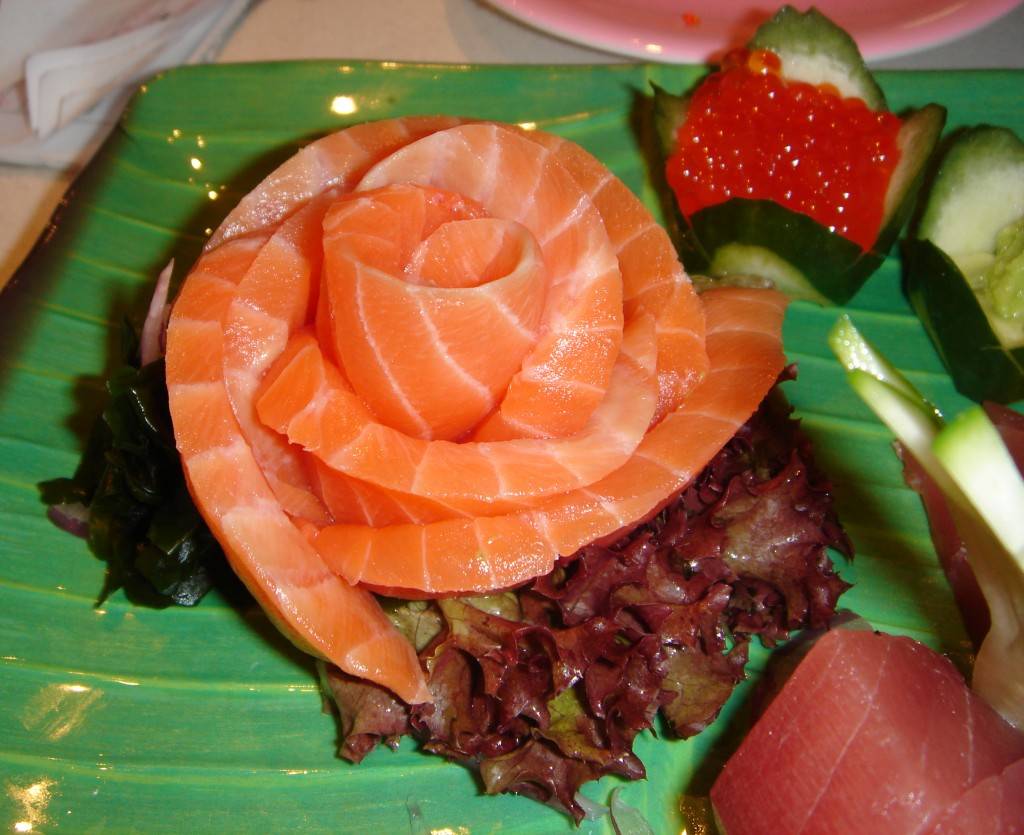
Sashimi de Salmó

El sashimi destaca en l'art culinari, per una presentació artística i estètica de trossos de peix cru, de la mida d'una mossegada.
Els productes del mar més corrents per cuinar sashimis són : la tonyina, el verat, la limande, el Salmó, la dorada, la petxina de pelegrí de l'Atlàntic, la gamba, el polp, la llagosta, crustacis, etc. El consum de balena, massiva després de la guerra, ha conegut un lent ocàs després del moratòria que prohibia la caça de la balena de 1986, i és mantė anecdòtica. El reputat fugu és de consum més excepcional pel petit nombre de cuiners autoritzats al Japó a preparar-lo.
Aquests productes s'han seleccionat segons criteris específics de qualitat i de frescor, després tallats i presentats de manera artística. Històricament, els peixos d'aigua dolça o aigua salabrosa no es consumien en sashimi, a causa dels paràsits (sobretot nematodes) que la seva carn conté de vegades, contràriament als peixos pelàgics. Anecdòticament, algunes localitats (regions de Kumamoto, Matsumoto i Tohoku) tenen com a especialitat el basashi, un sashimi de carn de cavall.
El sashimi és generalment consumit amb l'ajuda de bastonets, i servit acompanyat de wasabi i d'una salsa de soja (soja (醤油, shōyu) o fora del Japó, d'una salsa a base de mostassa i d'oli emulsionat, d'all, de salsa de soja i d'algunes gotes de salsa Worcestershire. Pot ser servit amb un acompanyament de verdures com col râpé, apu o bastonets de nap. Pot igualment ser acompanyat d'una sopa de peix, o una sopa de miso i de verdures: émincé de gingebre, brolles de shiso, picada d'api, pastanaga tallada, talls de cogombre, i julivert. El te verd (en particular el Bancha Hojicha), el Sake fresc o tebi, o la cervesa japonesa, són begudes freqüentment consumides acompanyant el sashimi.
Al Japó, l'art culinari del sashimi prove d'un llarg aprenentatge, que pot ser aconseguit en escoles de cuina. La preparació del sashimi de Takifugu, un peix del qual alguns òrgans són tòxics, necessita un aprenentatge particular i l'obtenció d'una llicència concedida per l'Estat.
Pel tall del sashimi, la fulla del ganivet està inclinat sobre el filet de peix, i els dits de la mà esquerra sobre la peça a tallar, per a mantenir-la contra el ganivet. La tallada es fa d'un sol cop continu, començant de la base del ganivet fins a l'extrem de la fulla, que el cuiner porta cap a ell. En funció dels costums dels consumidors o del cuiner, l'espessor dels talls pot variar molt, des de talls molt gruixuts, a talls molt fins, gairebé transparents.
Existeix moltes tècniques de preparació dels sashimi. El ikizukuri és una versió espectacular del sashimi practicada al Japó i a Corea, on el peix és retirat d'un aquari per ser tallat i servit viu, amb el cor encara batent. Els tipus de copes i de presentació són igualment molt diverses: el sugata-zukuri mostra el cap i la cua del peix, el hira-zukuri posa el peix al plat, usu-zukuri és tallat molt fi. El tataki és una altra variant, on el peix es passa ràpidament sobre una flama. L'arai és una tècnica on, una vegada tallat, el peix es remullat a l'aigua, donant-li una textura més de cautxú.
Quan les matèries primeres són seleccionades segons estàndards de qualitat molt exigents, i els talls suposen moltes sobres, els sashimi poden arribar a preus exorbitants. El mercat de consum del sashimi i dels sushis ha desenvolupat una comercialització particular de la producció de tonyina en aquest mercat, requerint mitjans específics, com la selecció de peces particulars en funció de la seva talla, de la seva frescor i de la quantitat de greix, la conservació en gel, el transport per avió, etc. La tonyina que respon a aquests estàndards de qualitat arriba a preus exorbitants, atractius per als productors, cosa que explica els esforços realitzats per aquests últims per respondre a les demandes d'aquest mercat de consum, essencialment japonès.

## La tonyina per al sashimi

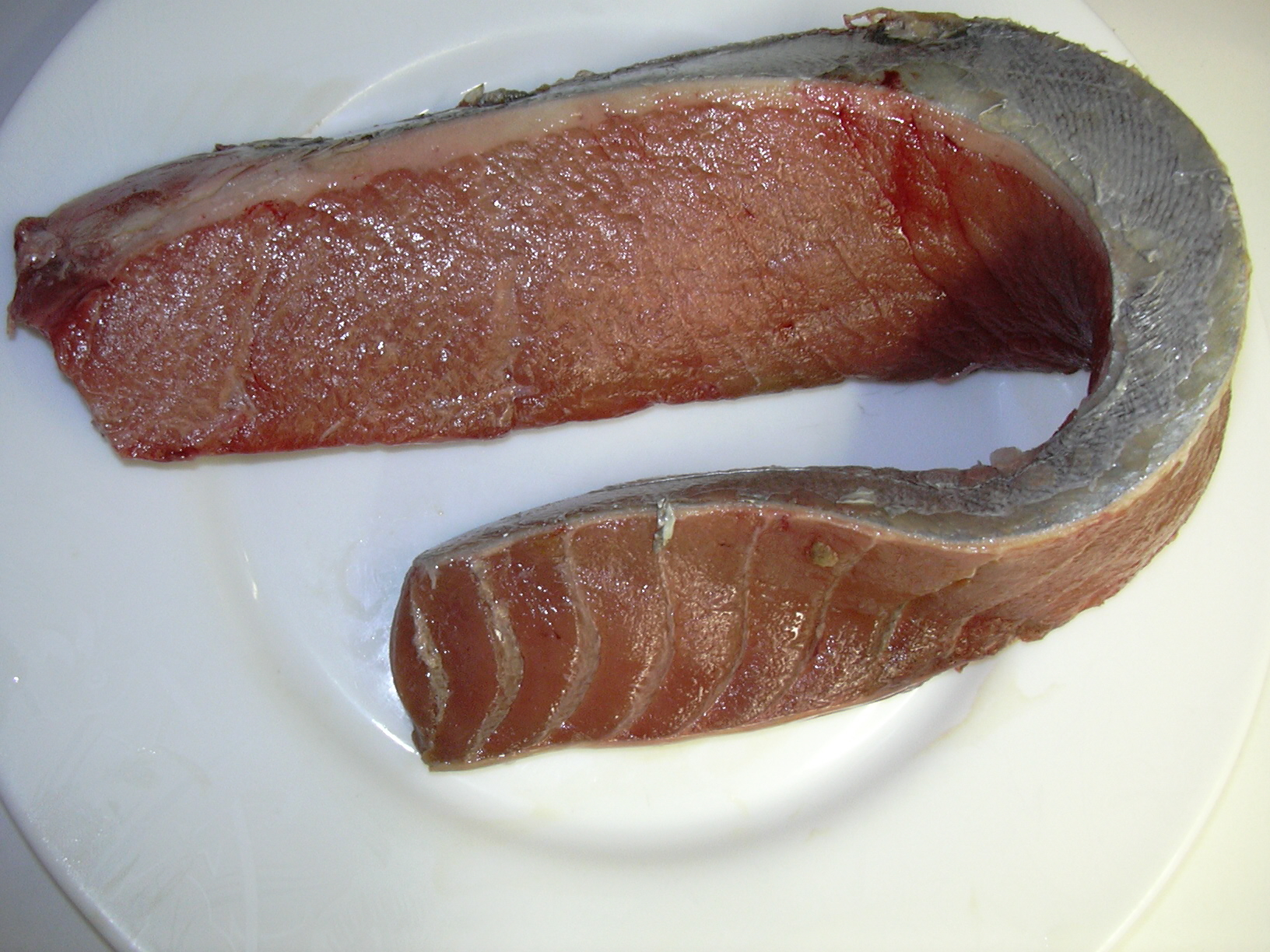
Tonyina grassa o toro abans del tall

Les principals espècies de tonyina consumides per sashimi són la tonyina vermella o la tonyina (tonyina (鮪, maguro),), la tonyina d'aleta groga o albacore, la tonyina d'ulls grossos o patudo, la tonyina blanca o germon, i el bonítol ratllat o listao. L'any 1989, aproximadament el 16 % de la producció mundial de tonyina vermella estava destinada al consum en forma de sashimi. El destinat al mercat del sashimi pot ser pescat amb palangre, al bastó, amb una xarxa giratòria (les més grosses peces són atrapades al llaç i a continuació ràpidament desagnades), o engreixada en granges especialitzades durant de 6 mesos a 2 anys després de la captura.
Els criteris de selecció lligats a la carn de la peça són essencialment: el nivell de greix, el color, el gust, el nivell d' aigua, la fermesa i la textura de la carn. El tall de la peça, l'estació i la frescor juguen igualment un paper important en l'avaluació del producte. La peça examinada també ha de respondre a condicions específiques de captura, de manipulació, de neteja, de refrigeració i de transport. La tonyina sencera, conservada en un llit de gel, és generalment valorat al mercat per un professional delegat pel comprador, que analitza la carn del peix i l'escorça de greix.
El nivell de greix és el factor principal que fixa el valor del producte. Varia en funció de les espècies considerades i de la regió del cos del qual prové la carn. Els japonesos distingeixen, en ordre decreixent de qualitat:
- Ōtoro (大トロ) : color rosa i taxa de greix pròxima o superior al 25 %.
- Chūtoro (中トロ): color més enfosquit, taxa de greix idèntica.
- Akami (赤身): color vermell, taxa de greix al voltant del 14 %.

Ōtoro i chūtoro són trossos de toro o tonyina greixosa, la part ventral del peix.
El Japó consumeix anualment aproximadament 500.000 tones de tonyina de qualitat sashimi, dels quals aproximadament 17.000 tones de tonyina vermella. Aquest tipus de tonyina pot arribar a preus exorbitants al mercat del peix de Tsukiji (Tòquio) quan respon a alts criteris de qualitat.
A la restauració japonesa, el preu del sashimi de tonyina vermella varia entre 230 i 450 euros el quilogram.
Una practica s'ha desenvolupat en el transcurs dels anys 1990, el condicionament de la tonyina en contenidors hermètics plens de monòxid de carboni, que permet una conservació més llarga del color vermell viu i dona un aspecte de frescor a la carn. Aquesta pràctica no impedeix la degradació de la carn, i de vegades ha suposat intoxicacions. En conseqüència, els controls han augmentat.

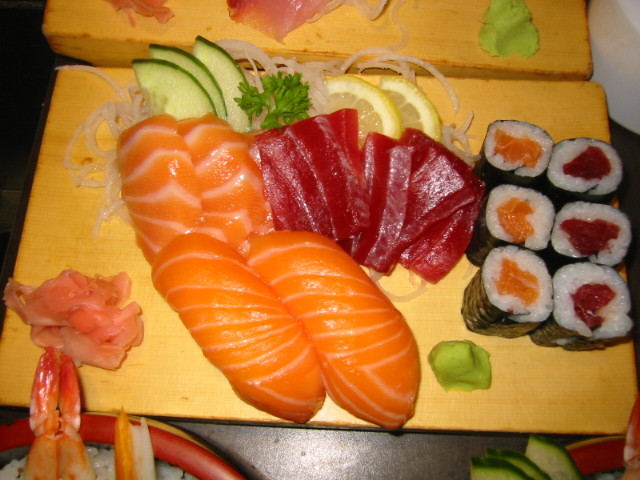
Sashimis de tonyina vermella i salmó, maki sushi.
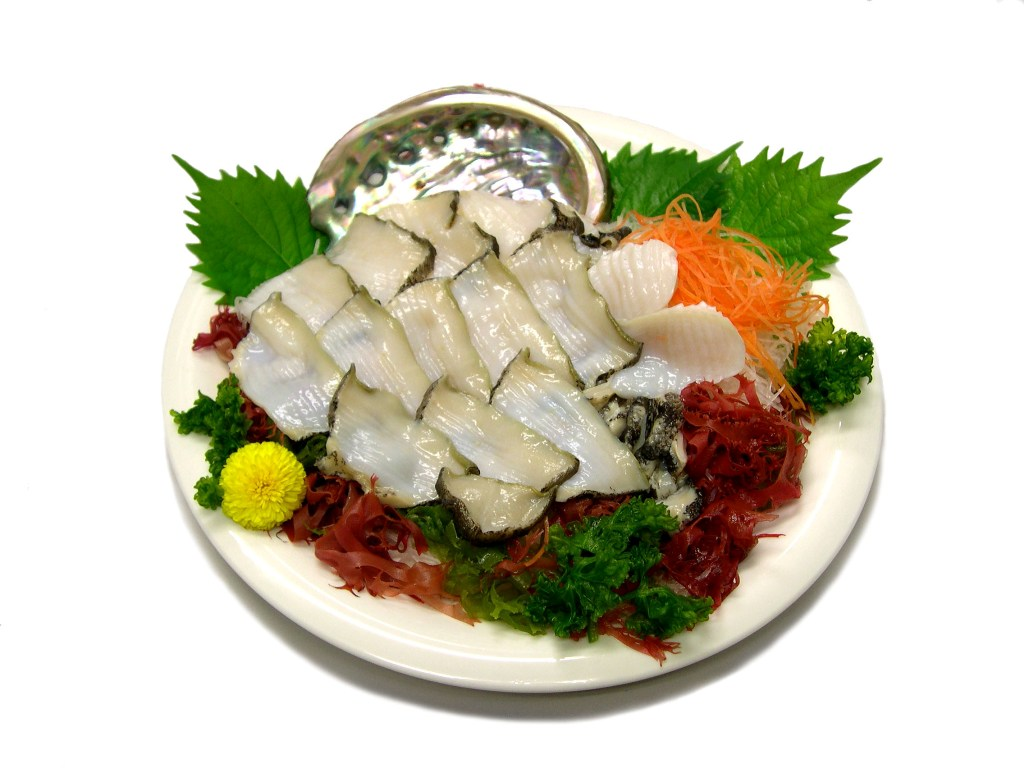
Sashimi d'abalone.
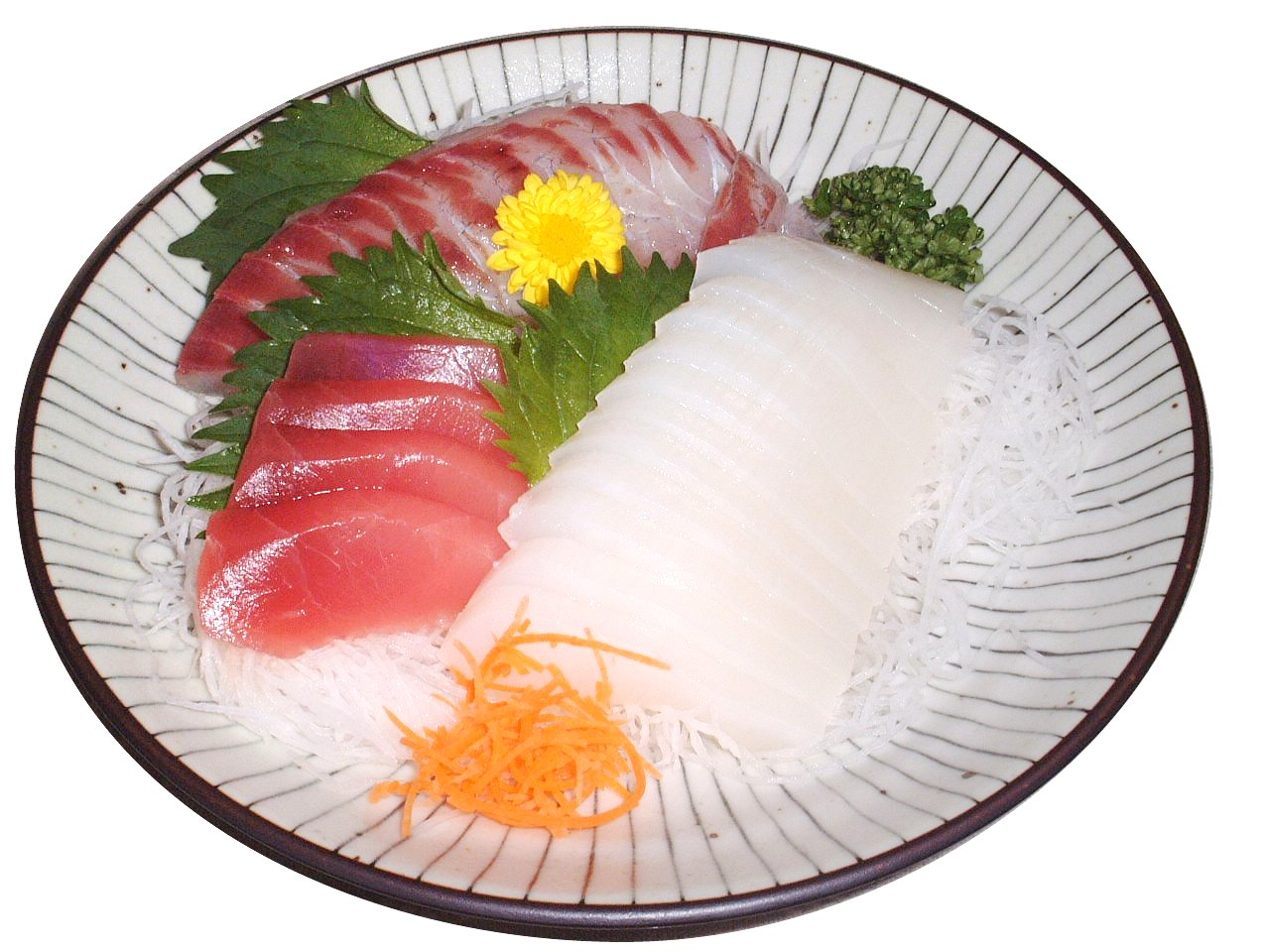
Sashimi de tonyina vermella, de sepiida i de daurada (família de les esparidae).
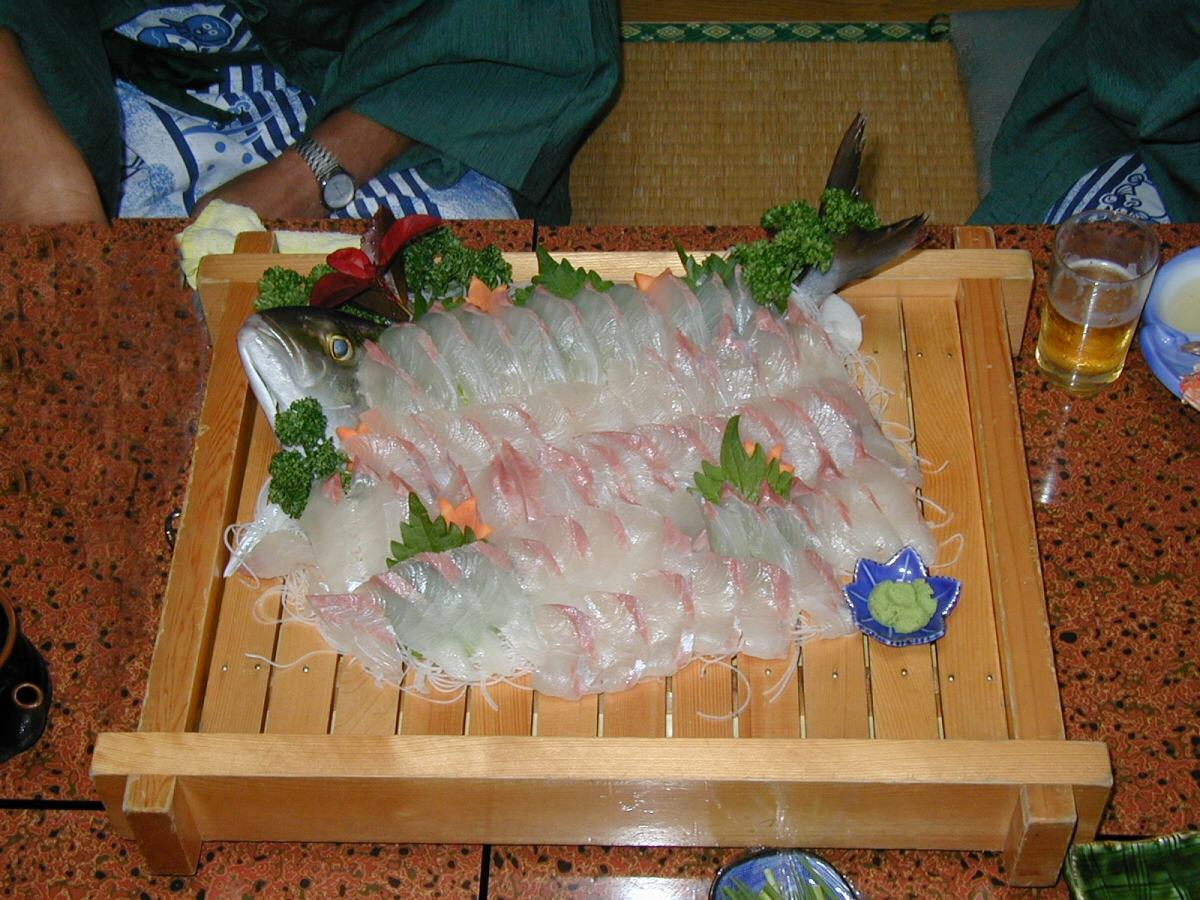
Sashimi de seriola quinqueradiata, altre peix de la mateixa família
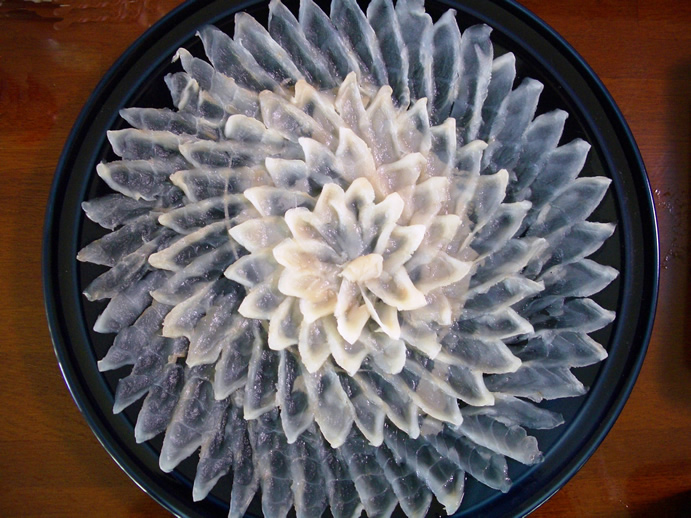
Sashimi de fugu.
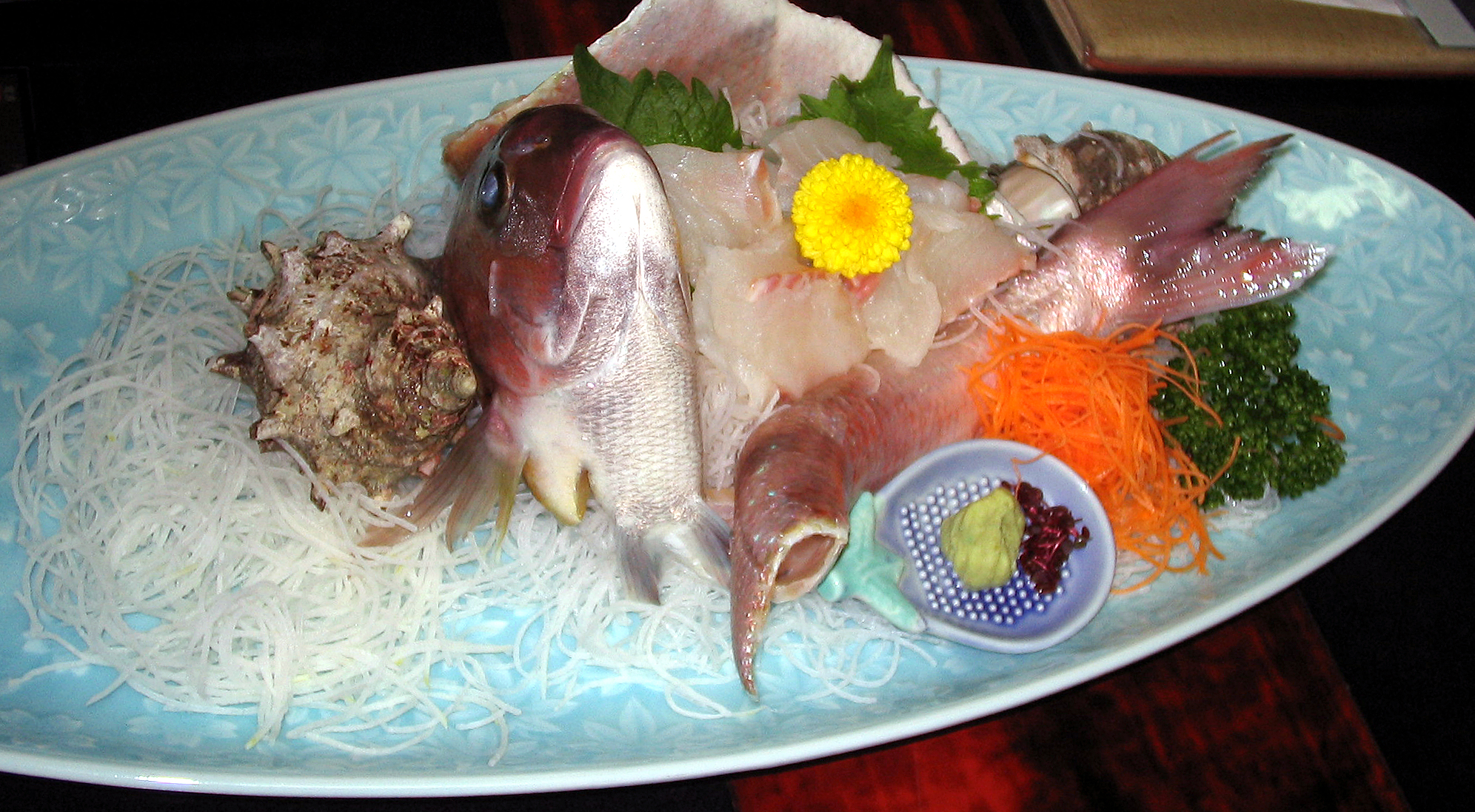
Sashimi.
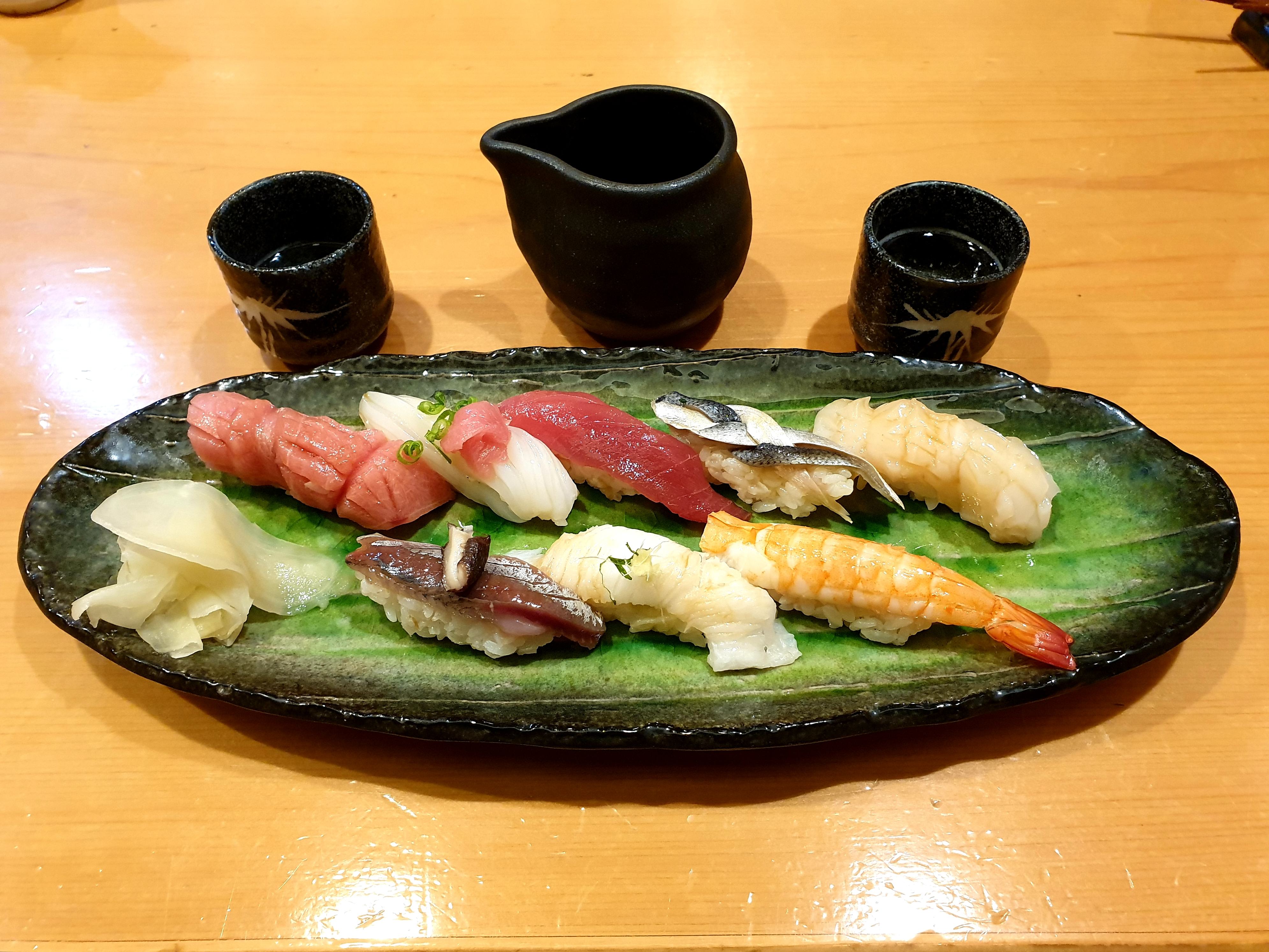
Tradicional Sashimi

## Tractament de la tonyina qualitat sashimi

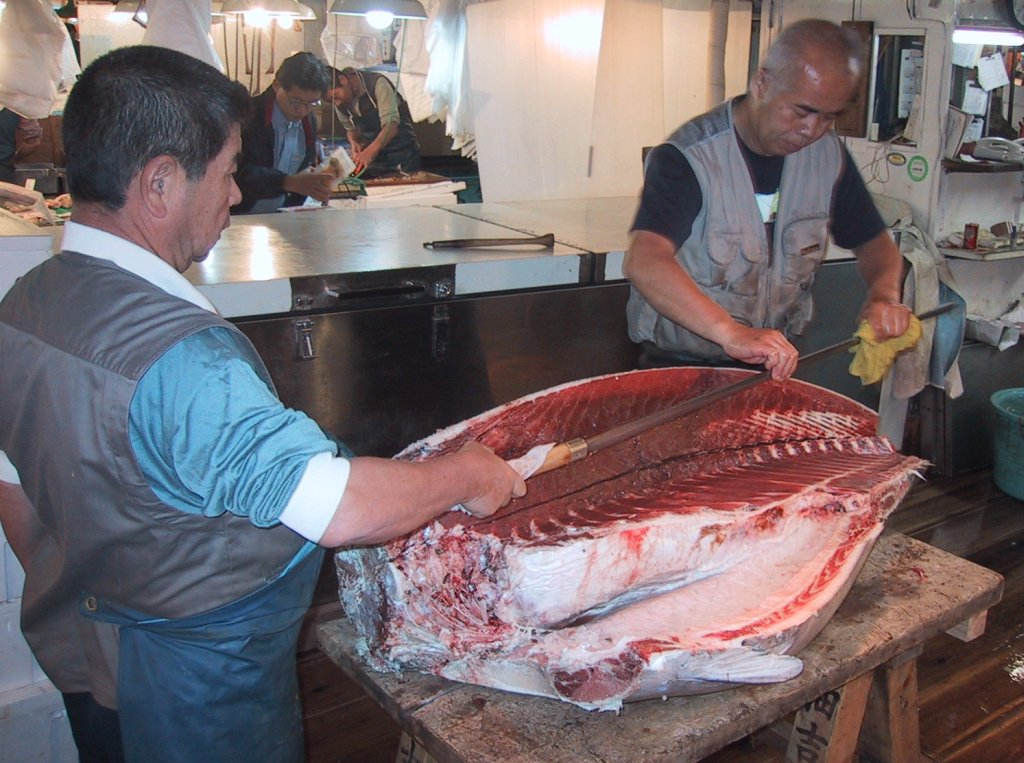
Tall al mercat del peix de Tsukiji (Tòquio)

Les exigències de qualitat dels importadors japonesos per les tonyines destinats al mercat del sashimi, i els preus atractius d'aquest mercat, han portat els productors a adaptar-s'hi, i a formar els seus grups pel tractament de les peces a bord dels tonyiners. Entre les tècniques practicades, algunes recomanades pel Secretariat general de la Comunitat del Pacífic (SPC).

### Neteja
La tonyina és hissada a bord amb l'ajuda de gafes plantades al cap del peix, amb la finalitat de no deteriorar el seu cos. És manipulat amb ajuda de guants, i posat sobre una catifa d'espuma o moqueta, les aletes pectorals replegades al llarg del cos.
Els japonesos han desenvolupat tècniques específiques per a la mort de les captures, que designen amb el terme japonès ikejime (活け締め), l'objectiu del qual és reduir l'impacte de la mort sobre la qualitat de la carn. La desmedulació segons el mètode Taniguchi és utilitzada per la tonyina. La peça és morta amb l'ajuda d'una porra, amb l'ajuda d'una punta inserida al cervell, a través del « punt tou » al front de la tonyina. Un filament de niló o inox és a continuació introduït al canal medular per destruir la medul·la espinal. La destrucció de la medul·la espinal provoca la parada de les reaccions bioquímiques que porten a la degradació de la carn del peix. El filament de niló és sovint deixat al lloc, com a penyora de qualitat per al comprador.